# 南昌鐘鼓樓
鐘鼓樓，位於今南昌狀元橋附近。始建於明朝洪武年間，時任都指揮的宋晟在广济桥西南岸興建鐘鼓樓，全樓飛檐五層，內有重屋三層。樓前築台，台上置有日圭，室內置有漏壺計時，樓後設有陰陽學署。鐘鼓樓是舊時南昌人掌握時間的一處標準。
鐘鼓樓建成之後，普賢寺的銅鐘移至於樓內，這也就是「南昌三寶」之一的「鐘鼓樓銅鐘」。（鑄於南唐乾德五年，即967年，高七尺，周徑一丈四尺八寸，重10064斤。）
1494年，江西巡撫都御史鄧公輔覺鐘鼓樓已破舊，便命南昌府同知張汝舟拆舊建新，新樓高達七丈，屋廣40丈，共有房屋18間。陰陽學署和漏壺之室按照舊制仍置設在屋內，而舊有的日圭之台被移至大門之。大門上懸有「授時」二字的牌匾。南昌府經歷（正八品官銜）王興隆親自督辦重建工程。1496年3月，新建鐘鼓樓竣工，工程共用木料近萬根，瓦片近25萬塊。
1587年7月，知府范淶再次修葺鐘鼓樓，並於竣工後作詩一首，曰「共上高樓意若何，樓中玉漏瞰清波」。
明朝末年，鐘鼓樓毀於兵禍。清朝初年，江西巡撫、兵部侍郎蔡士英重建鐘鼓樓，兵部右侍郎萬恭為之作記。新建之樓高有八丈，寬達四丈，「飛榱勒棟，叢銳錯節，聳東湖而隘西山」。
清朝末年，鐘鼓樓再次被焚毀，江西官府在章江門內西大街（今子固路）興建鼓樓，將舊樓的銅鐘一併遷來。鼓樓於每日黃昏鳴鐘十八響，隨後發鼓以為全城報時。同時每夜五更，每隔兩小時則敲鼓12下。次日凌晨五更時，再鳴鐘聲。現鐘鼓樓只作為南昌一地名而存在了。